# Giovanni Gallina
Giovanni Gallina (né le 7 janvier 1892 à Casale Monferrato dans la province d'Alexandrie dans le Piémont et mort le 9 juillet 1963) est un joueur de football international italien, qui jouait en tant qu'attaquant.

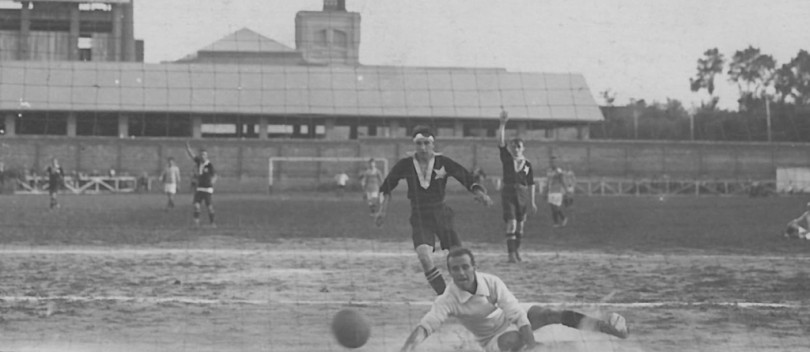

## Palmarès
| Casale - Championnat d'Italie (1) : - Champion : 1913-14. |  | Juventus - Championnat d'Italie : - Vice-champion : 1919-20. |